# NGC 129
NGC 129 (другое обозначение — OCL 294) — рассеянное звёздное скопление, которое находится в созвездии Кассиопея на расстоянии около 5544 световых лет от Земли. Оно было открыто английским астрономом Уильямом Гершелем 16 декабря 1788 года. Этот объект входит в число перечисленных в оригинальной редакции «Нового общего каталога».

## Характеристики
NGC 129 расположено в центральной части созвездия Кассиопея, между звёздами Нави и Каф. Его нельзя увидеть невооружённым глазом, поскольку его видимая звёздная величина составляет 6,5 (немного выше порога зрительного восприятия). Возраст скопления оценивается приблизительно в 74 миллиона лет.
В составе NGC 129 присутствуют два примечательных объекта — DL Cas и V379 Cas. Это две пульсирующие переменные звезды, цефеиды. DL Cas расположена на расстоянии 0,2 парсек от центра скопления. V379 Cas лишь недавно (в 2013 году) была причислена в качестве кандидата к скоплению, поскольку находится довольно далеко от центра NGC 129 — на расстоянии 20,3 парсек. Её принадлежность ещё следует подтвердить. Также скоплению принадлежит звезда HD 236433. Она представляет собой сверхгигант класса F5 Ib.